# Devorgilla Bridge
Die Devorgilla Bridge oder Dumfries Old Bridge ist eine ehemalige Straßenbrücke in der schottischen Stadt Dumfries in der Council Area Dumfries and Galloway. Das heute nur noch von Fußgängern genutzte Bauwerk wurde 1961 in die schottischen Denkmallisten in der höchsten Denkmalkategorie A aufgenommen. Des Weiteren war die Brücke bis 2024 als Scheduled Monument klassifiziert.
Der Viadukt besteht aus rotem Sandstein und überspannt den Nith in sechs Rundbögen.

## Geschichte
Um 1260 wurde in Dumfries eine Holzbrücke zur Querung des Nith errichtet. Diese wurde nach Dervorguilla de Balliol, Mutter des schottischen Königs John Balliol und Stifterin der Sweetheart Abbey, als Devorgilla Bridge bezeichnet. Die ältesten Fragmente der heutigen Brücke stammen aus den frühen 1430er Jahren. Vermutlich wurde sie 1432 fertiggestellt.
Nachdem ein Hochwasser die Bogenbrücke im Jahre 1619 zerstörte, wurde die heutige Brücke unter Einbeziehung der erhaltenen Fragmente erbaut. Zu diesem Zeitpunkt überspannte die Brücke den Nith mit neun Bögen. Fruchtende Maßnahmen zur Landgewinnung am linken, dem altstadtseitig gelegenen Ostufer, führten dazu, dass die östlichen Bögen über Land verliefen. Aus diesem Grund wurden zwischen 1794 und 1825 schrittweise drei Bögen entfernt, woraus der heutige sechsbögige Viadukt hervorging. Nachdem mit dem Wachstum Dumfries’ weitere Brücken erbaut wurden, wurde die schmale Devorgilla Bridge für Kraftfahrzeuge gesperrt und dient heute nur noch als Fußgängerbrücke.